# Мургия, Мануэл
Мануэ́л Анто́нио Марти́нес Мурги́я (галис. Manuel Antonio Martínez Murguía); 17 мая 1833, хутор Фрошел, Артейшо, Галисия — 2 февраля 1923, Корунья, Галисия) — испанский историк, поэт, писатель, журналист, выдающийся представитель решурдименто — возрождения галисийского языка и галисийской литературы 2-й половины XIX века. Относится к двуязычным поэтам-регионалистам, писавшим на кастильском и галисийском языках. Участвовал в первых галисийских Цветочных играх (1861). Идеолог галисийского регионализма. Деятельный основатель Королевской галисийской академии и её первый президент. Супруг галисийской и испанской поэтессы Росалии де Кастро.
День галисийской литературы 2000 года отмечался в честь Мануэла Мурги́и.

## Биография

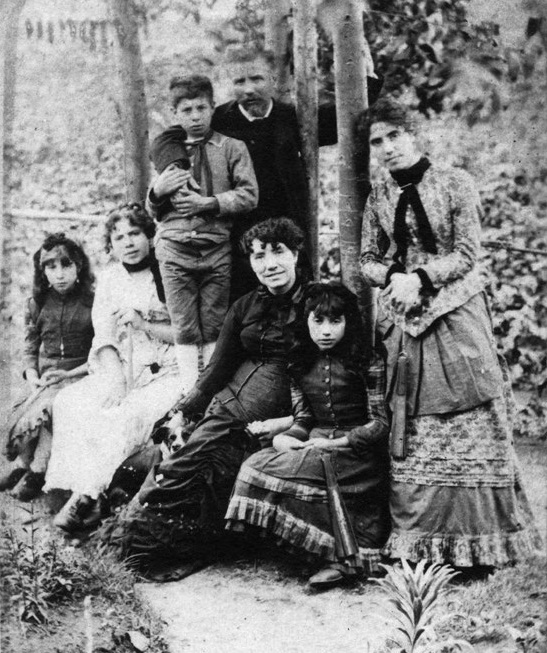
С Росалией де Кастро и детьми, ок. 1884

Родился в семье фармацевта. Отец, Хуан Мартинес де Кастро (Juan Martínez de Castro), сначала владел аптекой в Корунье, а позднее — в Сантьяго-де-Компостела, куда переехал вместе с семьёй. Мать — Консепсьон Мурги́я (Concepción Murguía). В Сантьяго изучал гуманитарные науки и латынь, получил степень бакалавра философии в 1851 году. Тогда же по настояниям отца готовился изучать фармацевтику. Познакомился с Аурелио Агирре (Aurelio Aguirre), Эдуардо Пондалом и Росалией де Кастро, с которыми связало стремление к возрождению галисийской словесности и культуры. Свою первую новеллу Desde el cielo написал в 17 лет, но вскоре решил пойти путём своего истинного призвания — истории.
С 1851 года стал бывать в Мадриде, где обосновался в 1853 году и начал публиковать художественные произведения, в частности, своё первое стихотворение на галисийском языке Nena d'as soledades (1854) и эссе о Галисии. Сотрудничал с различными периодическими изданиями, публиковался в La Iberia и Las Novedades. В Мадриде снова встретился и сблизился с Росалией де Кастро, на которой женился в 1858 году. Через несколько месяцев молодожёны вернулись в Галисию. Семья часто меняла место жительства: Мадрид, Сантьяго, Корунья, Лестробе, Виго, Луго, Симанкас и Падрон.
В 1861 году поэт и поэтесса приняли участие в первых галисийских Цветочных играх, а в 1862 году их стихи были опубликованы в коллективной антологии участников конкурса. Мануэл Мургия содействовал творческим начинаниям супруги. Благодаря его активности в 1863 году вышел из печати поэтический сборник Росалии де Кастро Cantares gallegos («Галисийские песни»), ставший отправной вехой, началом галисийского возрождения. Установленный Королевской галисийской академией День галисийской литературы отмечается в день выпуска антологии — 17 мая.
Всю вторую половину XIX века активно занимался журналистикой, сотрудничал с издательствами La Oliva, El Miño и La Patria Gallega,
возглавлял редакции El Diario de La Coruña и La Ilustración Gallega y Asturiana. Работал архивариусом.
Умер 2 февраля 1923 года. Похоронен в Корунье.

## Деятельность, творчество и вклад в науку

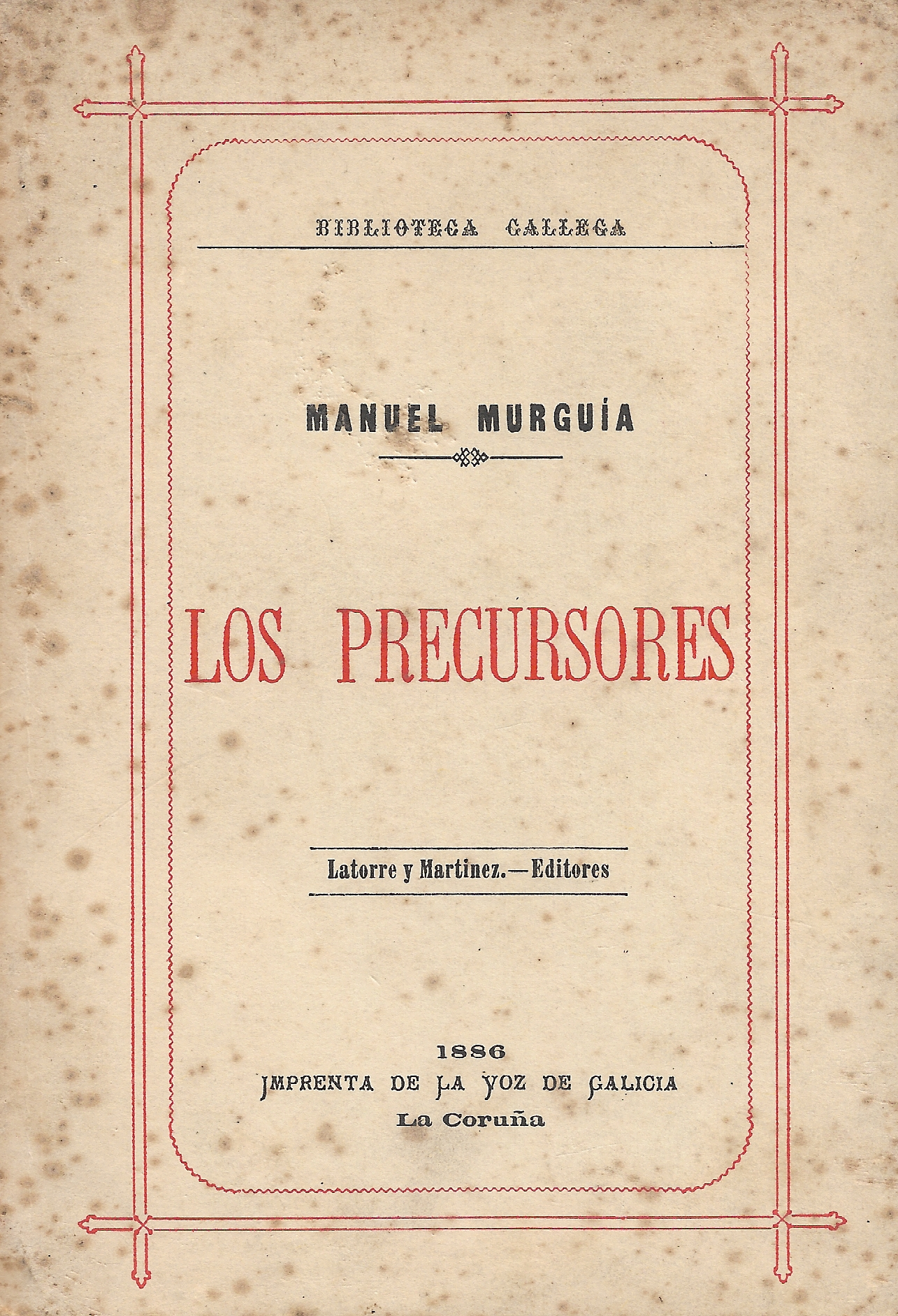
Los precursores («Предтечи»), 1886

Обладал многосторонней эрудицией. Как историк в 1870 году возглавил Главный архив Галисии (Arquivo Xeral Galiza), в 1885 году занял должность официального историографа королевства Галисия (Cronista Xeral do Reino). Среди трудов по истории выделяются фундаментальная пятитомная Historia de Galicia («История Галисии», 1865—1913), монография об искусстве XVIII века в Сантьяго и другие. В области литературоведения известен как автор «Словаря галисийских писателей» (1862), книги о предшественниках галисийского возрождения Los precursores («Предтечи», 1886) и работы о галисийских трубадурах Los trovadores gallegos (1905).
Ключевая фигура и идеолог галисийского регионализма — промежуточного этапа между движениями провинционализма (областничества) и галисийского национализма. В 1890 году на Цветочных играх в Барселоне произнёс речь об истории галисийского регионализма, после чего в конце года был избран президентом Галисийской регионалистской ассоциации (Asociación Rexionalista Galega) — первой истинно политической организацией за предоставление автономии Галисии. Возглавил печатный орган ассоциации газету La Patria Gallega. В 1891 году на Цветочных играх в Туйе произнесённая Мургией речь фактически знаменовала возвращение галисийского языка в публичный узус. В 1897 году избран президентом вновь созданной Галисийской лиги Коруньи (Liga Gallega da Coruña).
Проявил деятельную активность в основании Королевской галисийской академии. В 1904 году встречался с Мануэлом Курросом Энрикесом, который по поручению Галисийского центра в Гаване вёл с ним переговоры об организации академии. На учредительном собрании Королевской галисийской академии был избран её первым президентом и занимал данный пост до своей смерти.

## Избранные публикации
- 1859 — La mujer de fuego (новелла,  (исп.))
- 1862 — Diccionario de escritores gallegos («Словарь галисийских писателей»,  (исп.))
- 1865 — Historia de Galicia («История Галисии», 1-й том — 1865; 5-й том — 1913,  (исп.))
- 1884 — El Arte en Santiago durante el siglo XVIII y noticias de los artistas que florecieron en dicha ciudad y centuria (монография по искусствоведению,  (исп.))
- 1886 — Los precursores («Предтечи»,  (исп.))
- 1888 — Galicia (монография по истории Галисии,  (исп.))
- 1889 — El Regionalismo gallego : ligeras observaciones por Manuel Murguía al discurso leído por <...> Antonio Sánchez Moguel <> (Некоторые соображения Мигэла Мургии по поводу речи Антонио Санчеса Могеля, произнесённой в Королевской академии истории в Мадриде 8 декабря 1888 года. 57 с. [О предоставлении независимости древним иберийским государствам],  (исп.))
- 1905 — Los trovadores gallegos («Галисийские трубадуры», 1905,  (исп.))

## Семья
- Росалия де Кастро — супруга (1833—1885)
  - Алехандра Мурги́я (Alejandra Murguía) — дочь (1837—1937)
  - Аура (Aura) — дочь (1868—1942)
  - Гала (Gala) — дочь (1871—1964)
  - Овидио Мурги́я (Ovidio Murguía) — сын, художник (1871—1900)
  - Амара (Amara) — дочь (1873—1921)
  - Адриано (Adriano) — сын (1875—1876)
  - Валентина (Valentina) — дочь (1877—1877)